# Stirnbandzirpe

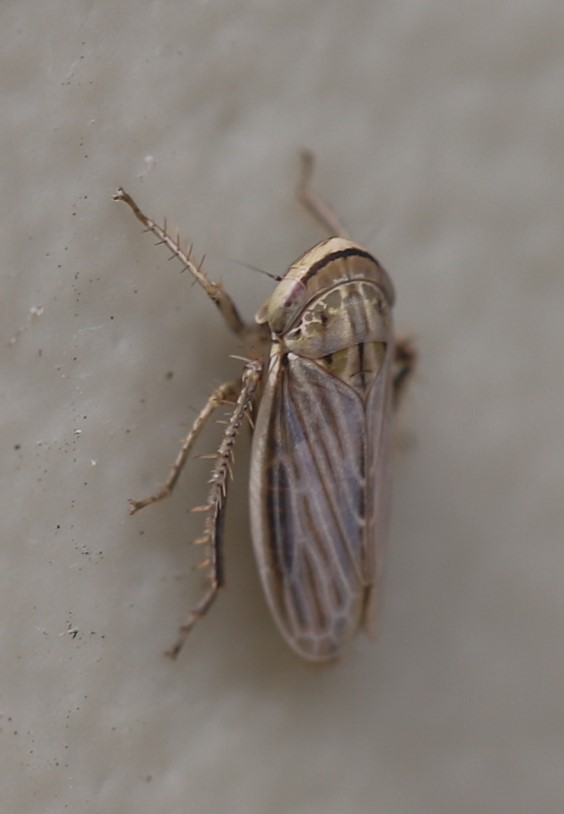

Die Stirnbandzirpe (Artianus interstitialis) oder Echte Stirnbandzirpe ist eine Zwergzikade aus der Unterfamilie der Zirpen (Deltocephalinae). Die Art wurde im Jahr 1821 von Ernst Friedrich Germar als Jassus interstitialis erstbeschrieben. Das lateinische Art-Epitheton interstitialis bedeutet „mit Zwischenräumen“.

## Merkmale
Die Zikaden werden 4,6–5,5 mm lang. Die graubraun-weiß gefärbten Zikaden besitzen ein markantes weißes Band, das entlang dem Vorderrand des Vertex sowie seitlich entlang dem Außenrand der Hemielytren verläuft. Über die Hemielytren verläuft ein Streifenmuster aus hellen und dunklen schräg verlaufenden Streifen.

## Vorkommen
Artianus interstitialis ist hauptsächlich im zentralasiatisch-osteuropäischen Raum verbreitet. Im Westen reicht das Vorkommen bis nach Mittel- und Westeuropa. In Deutschland kommt die Art u. a. am Rhein und in Ostdeutschland vor.

## Lebensweise
Artianus interstitialis gilt als halotolerante (salzverträgliche) Art. Sie bevorzugt trockenwarme Standorte. Die Art besiedelt meist steppenartige Biotope mit Hochgrasbestand sowie magere Brachen und Ruderalflächen. Die Stirnbandzirpe findet man an verschiedenen Süßgräsern, darunter Straußgräser (Agrostis), Kriech-Quecke (Elymus repens), Schwingel (Festuca) und Honiggräser (Holcus). Weiterhin beobachtet man offenbar die Imagines häufig an Kleinem Habichtskraut (Hieracium pilosella). Die Art ist ein Eiüberwinterer. Die Imagines fliegen in einer Generation von Ende Juni bis Anfang Oktober.